# Aulocheta parallelalis
Aulocheta parallelalis là một loài bướm đêm trong họ Erebidae.